# Brachypogon vitiosus
Brachypogon vitiosus är en tvåvingeart som först beskrevs av Johannes Winnertz 1852.  Brachypogon vitiosus ingår i släktet Brachypogon och familjen svidknott. Inga underarter finns listade i Catalogue of Life.